# Мальвіль (роман)

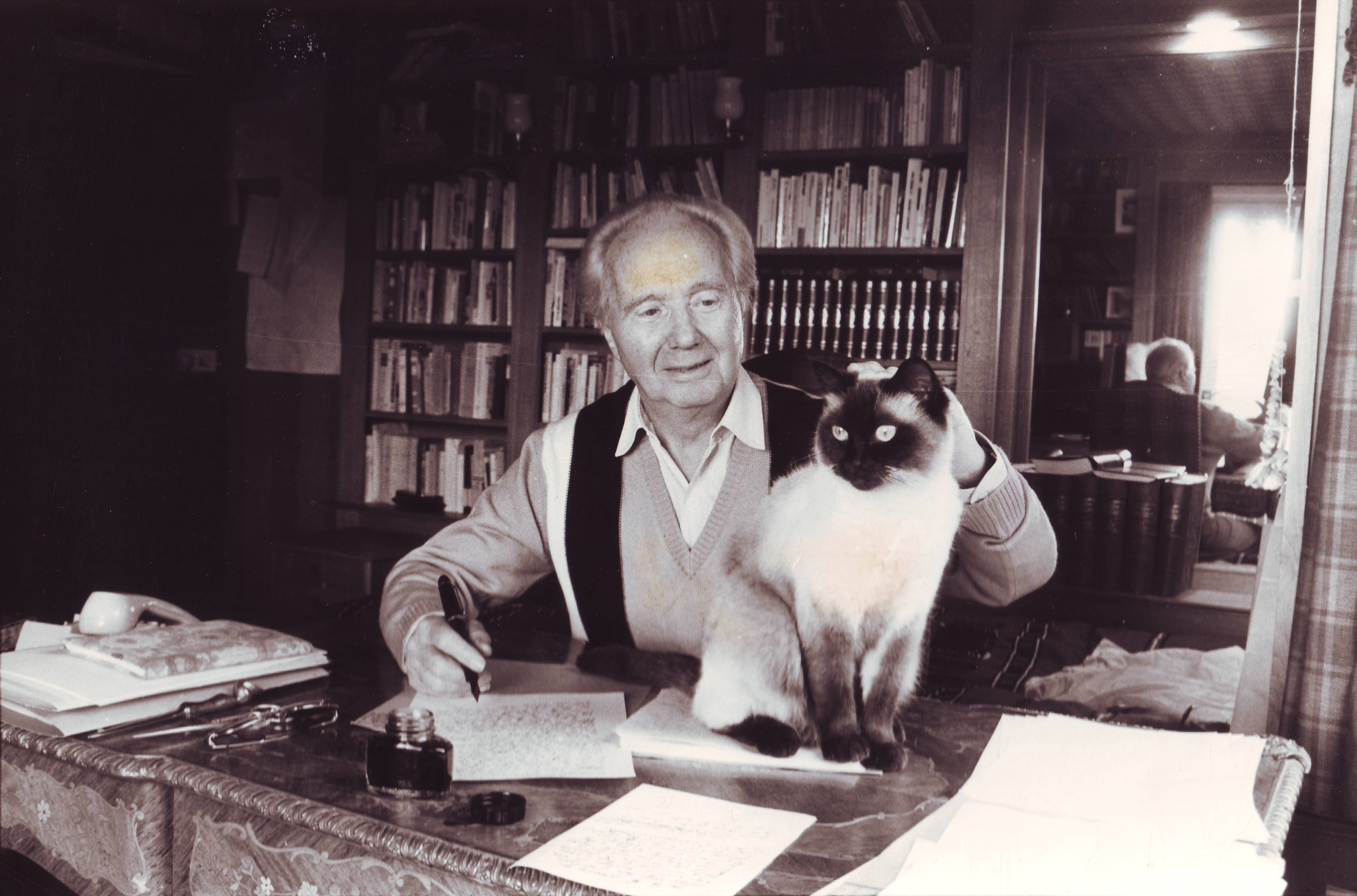
Робер Мерль, 1985 рік

«Мальвіль» — постапокаліптичний роман французького письменника Робера Жана Жоржа Мерля (фр. Robert Merle) (28 серпня 1908, Тебесса, Алжир — 28 березня 2004, Париж), вперше опублікований в «Éditions Gallimard» в 1972 році.

## Сюжет
У романі описані події, пов'язані з виживанням групи людей, що вціліли після ядерної війни в середньовічному замку Мальвиль десь у глибинці Франції.
Розповідь у романі ведеться від першої особи, від імені фермера, Емманюеля Конта, який живе в замку Мальвіль, у південно-західній Франції. Оповідь ведеться у формі спогадів подій до катастрофи. В кінці розділу з'являються вставки розповідей від Томаса, який представляє свою думку на події, часто відмінну від думки Емманюеля.
У той час як у винному погребі Конт за келихом вина разом із своїми друзями: Мейсоньє, Пейсу, Томасом Коліном і його господинею Мену та їх сином Момо роздумують, як повалити нинішнього мера в містечку Мальєс, вони раптово відчувають приплив дуже великої і раптової спеки. Як швидко з'ясовується, що Конт і його друзі пережили напад ядерної зброї і залишилися в живих тільки завдяки захищеності замку.
Катастрофа, налагодження життя після неї. Конте вдається з великими труднощами в боротьбі за виживання долати суперечки між товаришами. При цьому він, по ходу сюжету, постійно надзвичайно спритно маніпулює окремими членами спільноти в інтересах групи. Облаштування жителів замку, догляд за худобою, посівна, сутичка з сусідом, поповнення замку жителями і худобою. Перше зіткнення зі здичавілою бандою людей, перша загибель. Знайомство з Фюльбером, відвідування Ла-Рока, боротьба з бандою Вільмена, викриття і загибель Фюльбера, федерація Мальвиля і Ла-Рока, смерть і культ Емманюеля.
У підтексті роману — полеміка з героїко-романтичними штампами основної маси постапокаліптичної фантастики, як «правою», насиченою насильством і еротикою, так і «лівою», що претендує на пропаганду гуманістичних цінностей. Замість розкриття звичайних для подібних творів тем вільної любові для щасливих воїнів і продовження роду, персонажі роману опиняються у світі, де жінок залишилося менше, ніж чоловіків, і виникає перспектива многомужества, гомосексуальності або утримання і бездітності. Тема справедливої збройної боротьби з мародерами і прихильниками деспотії доповнюється темою вимушеного знищення голодних бродяг, що втратили людський вигляд (автор дає зрозуміти, що общинникам доводиться вбити набагато більше людей, ніж вони рятують). Головний герой помирає від апендициту, його кохана кінчає з собою, найкращий воїн громади безглуздо гине, впевнений у своїй невразливості, а новий літописець повідомляє, що громада намагається налагодити виробництво патронів…

## Хронологія роману
Події в романі описуються з квітня (15,16) неділя 1977 року по 1981 рік. Катастрофа, день Д Пасха (таблиці пасхалій повідомляють Великдень у 1977 році 10 квітня).

## Опис Мальвіля

### Історія замку
Замок побудований англійськими загарбниками у XIV столітті, розташований на майданчику скелі, скеля з півночі вкриває замок, є штучна дорога до майданчика скелі.

### Топографія місця подій, ближніх і дальніх околиць
Замок Мальвіль, під ним річка Рюна, навпроти через річку замок Рузи, муніципалітет Мальжак (412 жителів), горбиста місцевість навколо Мальжака, найвищий пагорб Пужад над Мальжаком, за 15 кілометрів від нього місто Ла-Рок, навколо нього рівнини, за 25 кілометрів від Мальжака знаходиться найвища вершина департаменту (512 метрів), маленьке село Курсежак між Ла-Роком і Мальвилем, в 60 кілометрах столиця департаменту, багато лісів.

## Персонажі
- Емманюель Конт (1936-1979), в дитинстві створив Братство, директор школи в Мальжаці, власник і реставратор Мальвіля, абат Мальвіля, єпископ Ла-Рока, помирає від апендициту;
- Колін, входив у Братство, після смерті Емманюеля обраний духовним і світським лідером Мальвіля в 1979 році, убитий у сутичці з дрібною бандою в 1979 році;
- Пейсу, входив у Братство, селянин;
- Мену, мати Момо, 75 років у 1977 році, живе в Мальвілі, помре слідом за Емманюелем в 1979 році;
- Момо, син Мену, 49 років в 1977 році, живе в Мальвілі, гине на зерновому полі, убитий волоцюгою з банди в 1977 році;
- Тома Ле Культр, (в 1976 році 25 років, народ. 1951) по смерті Коліна обраний в 1979 році духовним і світським лідером Мальвіля, в 1980 єпископом Ла-Рока;
- Каті, старша сестра М'єтти, старша за неї на три роки, жила в Ла-Році, потім у Мальвілі, дружина Тома;
- Мейсоньє, входив у Братство, секретар осередку ФКП в Мальжаці, після повалення Фюльбера обраний до ради, мер Ла-Рока з 1977 року;
- Фальвина, бабуся Жаке, народилася в Ла-Році, сестра шевця Марселя Фальвина, після вбивства Варвуда живе в Мальвілі з 1977 року;
- М'єтта, молодша сестра Каті, німа, живе в Мальвілі з 1977 року;
- Варвуд, батько Жака, 50-ти років, застрелений Емманюель після замаху на Пейсу в 1977 році;
- Жаке, син Варвуда, після загибелі батька живе в Мальвілі з 1977 року;
- Фюльбер, родом з Кагору, самозваний кюре, захопив владу в Ла-Році, обрали єпископом Ла-Рока, спирався на банду Вільмена, повалений і убитий в капелі замку Ла-Рок на судовому засіданні при розгляді справи Емманюеля Конта в 1977 році;
- Жюдит Медар, вчений чоловік, була в опозиції Фюльберу, увійшла до ради Ла-Рока, помічник мера Мейсоньє з 1977 року;
- Марсель Фальвин, брат Фальвини, швець у Ла-Році, опозиціонер режиму Фюльбера, по смерті Фюльбера обраний членом міської ради в 1977 році;
- Евеліна, 14 років, хворіла на астму, жила в Ла-Році, потім у Мальвілі, була сильно прив'язана до Емманюеля, по його смерті покінчила життя самогубством у 1979 році;
- Вільмен, бухгалтер, самозваний ватажок банди, убитий в засідці на дорозі в Ла-Рок, після спроби нападу на Мальвіль у 1977 році;
- Брати Фейрак, з банди Вільмена (один Даніель убитий вартою села Курсежак, другий в засідці при відступі від Мальвіля) в 1977 році;
- Лануай, 25 років, різник у Ла-Році, зарізаний Бебелем у воротах міста при захопленні Ла-Рока бандою Вільмена в 1977 році;
- Бебель, убитий із засідки Тома при розвідці Мальвіля в 1977 році;
- Пімон, союзник Фальвина, опозиціонер режиму Фюльбера, убитий Арманом у своєму будинку з пістолета при спробі зґвалтувати його дружину Аньєс;
- Аньєс, дружина Пімона, після загибелі Фюльбера переїжджає в Мальвіль, народиться дитина від Емманюеля;
- Фабрелатр, залізні торгівля Ла-Рок, соглядатай Фюльбера, один із чотирьох членів парафіяльної ради;
- Арман, союзник режиму Фюльбера, гине від наслідків удару ножем у спину від руки Пімона;
- Моріс, насильно мобілізований у банду Вільмена, переходить на бік Мальвіля;
- Ерве, друг Моріса, насильно мобілізований у банду Вільмена, переходить на бік Мальвіля з разом із другом;
- Пужес, старий 75 років, з Ла-Рока, їздить на велосипеді, зв'язковий з Мальвілем;
- Газель, поставлений у священики Фюльбером, один із чотирьох членів парафіяльної ради, парафіяльний священик в Ла-Році по смерті Фюльбера, підпорядкований єпископу Ларокскому Емманюелю;
- Кюр, з черевцем, член банди Вільмена, кухар у замку Ла-Рок, прийнятий до ополчення Мальвіля, залишений для посилення Ла-Рока після загибелі Фюльбера;

## Нагороди
У 1974 році «Мальвіль» здобув Меморіальну премію імені Джона Кемпбелла як найкращий науково-фантастичний роман року іноземною мовою.

## Екранізації
У 1981 році роман «Мальвіль» був екранізований сумісно Францією та Німеччиною (ФРН), режисер Крістіан де Шалонж, у ролях: Мішель Серро, Жак Дютрон, Жак Вільре, Жан-Луї Трентіньян, Пенелопа Пальмер та інші. Але сюжет фільму має значні відмінності від книги.
У 2010 році у Франції відбулася театральна постановка «Ceux de Malevil», в основі якої лежить сюжет роману.

## Українські переклади
Робер Мерль. Мальвіль. К. 1975
Мерль, Р. Мальвіль : роман / Р. Мерль; перекл. з фр. Г.Філіпчук. - К. : Дніпро, 1980. - 400 с. 